# Montoliu de Lleida
Montoliu de Lleida (hiszp. Montoliu) – gmina w Hiszpanii, w prowincji Lleida, w Katalonii, o powierzchni 7,36 km². W 2011 roku gmina liczyła 511 mieszkańców.